# Thomas Böhle

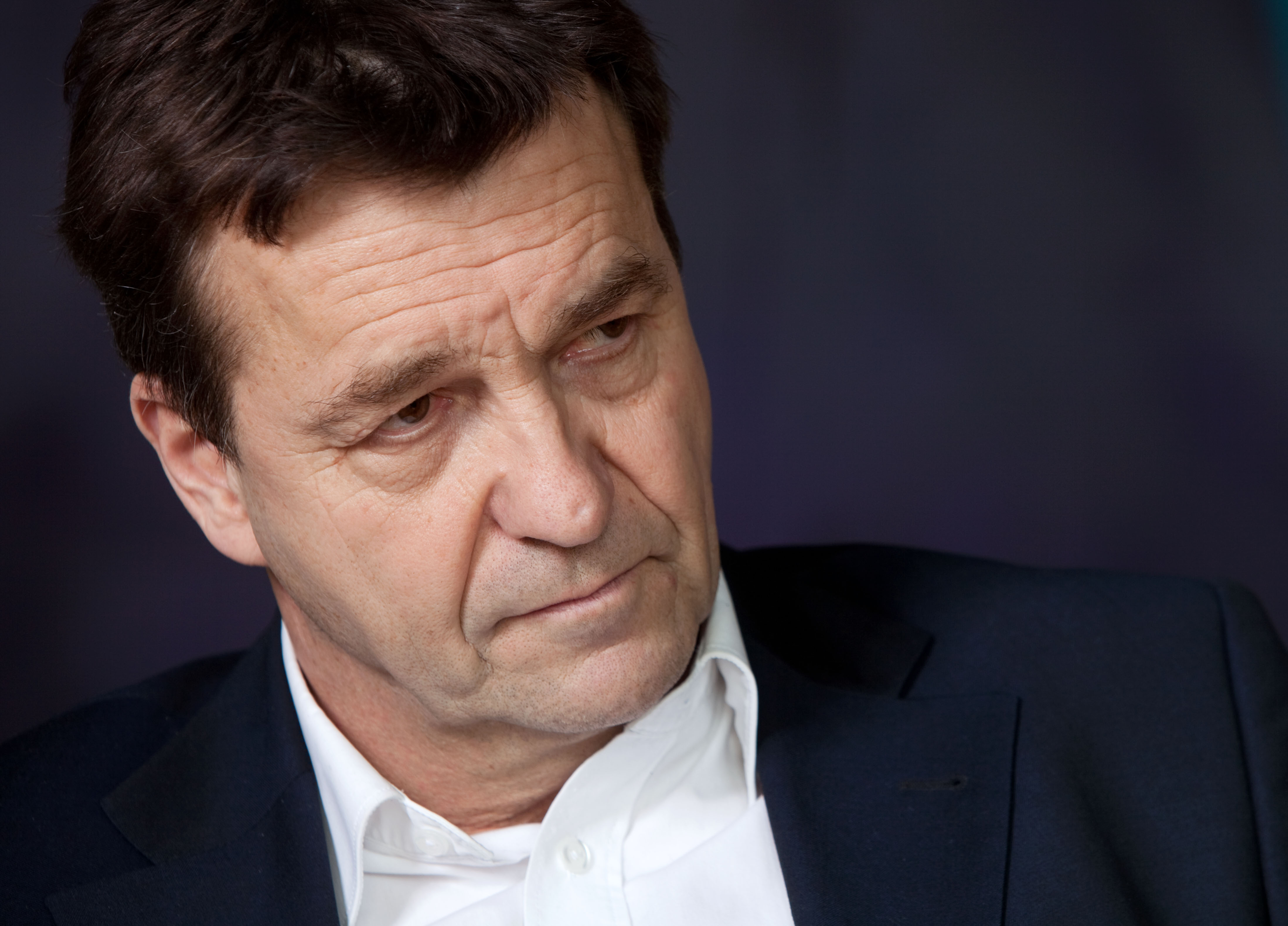
Thomas Böhle

Thomas Böhle (* 1953 in Freiburg) ist ein deutscher Jurist, promovierter Verwaltungswissenschaftler, Hochschullehrer und Autor. Er war Kreisverwaltungsreferent und Personalreferent der Landeshauptstadt München. Deutschlandweit bekannt wurde Böhle als Präsident der Vereinigung der kommunalen Arbeitgeberverbände Deutschlands (VKA) und als Vorsitzender des Kommunalen Arbeitgeberverbandes Bayern (KAV).

## Leben

### Werdegang
Thomas Böhle wuchs in Luzern, Caracas und München auf, wo er 1973 am städtischen Thomas-Mann-Gymnasium das Abitur bestand. Er studierte Jura in München und Verwaltungswissenschaften in Speyer, wo er auch promoviert wurde. Von 1982 bis 2022 war er in der Münchner Stadtverwaltung tätig, zunächst im Direktorium, dann im Planungsreferat, Kommunalreferat und bei den Stadtwerken. 1988 wurde er Büroleiter des 3. Bürgermeisters Klaus Hahnzog, dann wechselte er in das Büro des Oberbürgermeisters Georg Kronawitter.
1992 wurde Böhle die Leitung der Abteilung D 10 im Direktorium (Bezirksausschüsse, Sitzungs- und Berichtswesen, Bürgerangelegenheiten) übertragen.
1996 wurde er zum Stadtdirektor ernannt.
Von Juli 1998 bis Juni 2016 war Böhle Personal- und Organisationsreferent und von Juli 2016 bis Juni 2022 Kreisverwaltungsreferent der Stadt München.
Seit März 2023 ist er Lehrbeauftragter an der FOM Hochschule für Oekonomie und Management.

### Weitere Tätigkeiten
Thomas Böhle war von 2002 bis 2020 Vorsitzender des Kommunalen Arbeitgeberverbandes Bayern (KAV) und von 2004 bis 2019 Präsident der Vereinigung der kommunalen Arbeitgeberverbände Deutschlands (VKA). In diesen Funktionen war er Verhandlungsführer der Kommunen bei den Tarifverhandlungen für den öffentlichen Dienst und maßgeblich an der Tarifrechtsreform im Öffentlichen Dienst (2005) beteiligt.

## Ehrungen und Auszeichnungen
Für seine besonderen Verdienste um die Landeshauptstadt München wurde er 2015 mit der Medaille „München leuchtet“ in Gold ausgezeichnet.

## Veröffentlichungen (Auswahl)

### Bücher
- 2022 Kommunales Personal- und Organisationsmanagement ISBN 978-3-406-78113-1
- 2022 mit Rinck / Pieper / Geyer TVÖD: Band I: Kommentar zum Tarifrecht der Beschäftigten im öffentlichen Dienst im Bereich des Bundes und der VKA. Band II: Entgeltordnungen. Kommentar zu den Entgeltordnungen der Beschäftigten im öffentlichen Dienst im Bereich des Bundes und der VKA ISBN 978-3-406-54577-1
- 2022 mit Bauer / Ecker / Kuhne Bayerische Kommunalgesetze ISBN 978-3-415-02736-7
- 2022 mit Rinck / Pieper / Geyer TV-L: Band I: Tarifverträge der Länder. Kommentar zum Tarifrecht der Beschäftigten im öffentlichen Dienst der Länder – Band II: Entgeltordnungen. Kommentar zur Entgeltordnung zum TV-L (Anlage A zum TV-L) und zur Entgeltordnung der Lehrkräfte der Länder ISBN 978-3-406-55555-8
- 1994 Zweckentfremdung von Wohnraum ISBN 3-415-01961-6

### Aufsätze
- 2023 Kunst im Rathaus = mehr Verwaltungskunst?, Innovative Verwaltung 2023/4, S. 33
- 2019 Keine Angst vor dem Staatskollaps, Der Tagesspiegel vom 6. Oktober 2019, S. 23
- 2016 Außenansicht – Streik muss sein, Süddeutsche Zeitung vom 26. Januar 2016, S. 3
- 2014 Die Marke stärken – Kommunen im Wettbewerb um die besten Arbeitskräfte, VITAKO AKTUELL 2014, S. 26
- 2014 Erfolgreiche Einführung eines betrieblichen Gesundheitsmanagements, Verwaltung der Zukunft – Praxisreport mit Beispielen für eine moderne Personalpolitik, S. 95
- 2013 Der Weg zu einem Kompetenzmanagement bei der Landeshauptstadt München in John Erpenbeck, Lutz Rosenstiel, Sven Grote (Hrsg.): Kompetenzmodelle von Unternehmen, S. 219 ISBN 978-3-7992-6703-8
- 2011 Personalwirtschaft in den Städten, DEMO – Die Monatszeitschrift für Kommunalpolitik, Hauptversammlung DST 2011, S. 14
- 2010 Neue Potenziale erschließen ist möglich, Chancen vorausschauender Personalpolitik in der Verwaltung, DEMO – Die Monatszeitschrift für Kommunalpolitik 2010, S. 6
- 2007 Personalpolitik für die Verwaltung der Zukunft, 360° Fachmagazin für das Management im öffentlichen Sektor, Ausgabe 8, S. 9
- 2007 Auswahl von Nachwuchskräften – Landeshauptstadt München geht neue Wege, Innovative Verwaltung 2007, S. 23
- 2006 Schritte zur Einführung zur leistungsorientierten Bezahlung bei der Landeshauptstadt München, Der Bayerische Bürgermeister 2006, S. 320
- 2005 mit Susanne Bruegel, Mediation als Konfliktlösungsmethode bei Kommunalverwaltungen, Der Bayerische Bürgermeister 2005, S. 414
- 2005 mit Sabrina Poschke, Das neue Tarifrecht für den öffentlichen Dienst, ZTR 2005, S. 230/286
- 2002 Anforderungen an den öffentlichen Dienst, DST-Beiträge zur Kommunalpolitik „Verwaltungsmodernisierung – Baustelle ohne Ende?“, S. 43
- 2002 Personalentwicklung in einer großstädtischen Verwaltung, Die neue Verwaltung 2002, S. 19
- 2002 Teilzeitarbeit – Informationen für Mitarbeiter/innen, Innovative Verwaltung 2002, S. 7
- 2002 Wir sagen klar Nein zu Mobbing und Schikane, Personalführung 2002, S. 78
- 1990 Die allgemeine und besondere Stellvertretung des 1. Bürgermeisters nach bayerischem Kommunalrecht, BayVBl 1990, 169